# Белчину (Долж)
Белчину (рум. Belcinu) насеље је у Румунији у округу Долж у општини Калопару. Oпштина се налази на надморској висини од 139 m.

## Становништво
Према подацима из 2002. године у насељу је живело 604 становника, од којих су сви румунске националности.